# 裕隆飛羚
裕隆飛羚是一部由臺灣裕隆汽車製造股份有限公司製造銷售的中型凹背車、斜背車，該車也是第一部由台灣自行設計的汽車。

## 發展沿革
1980年，國立中央大學工程學院院長朱信造訪裕隆汽車董事長吳舜文。在朱信的積極遊說之下，吳舜文決定由朱信主導設立裕隆汽車工程中心；並由當年年僅34歲的朱信找來33歲的機械博士林石甫以及34歲的土木博士張哲偉，組成了當年人稱「鐵三角」的黃金組合，準備開始設計第一部由國人主導開發的車款。
1981年8月，因為飛羚大量抄襲長期合作夥伴日產汽車Nissan Stanza（曾以裕隆快得利名義在台販售）的設計，裕隆汽車為了避免日產汽車的疑心與芥蒂，遠離新店生產基地的龜山設立了裕隆汽車工程中心。裕隆汽車工程中心在當年吸引了三百名菁英投身於此，固然經驗不足且經費有限，但在大家「以一當十」的精神下，逐步發展出飛羚的雛形。也許是社會環境的時空背景不同，當年的裕隆汽車工程中心瀰漫著一股為民族奉獻的強烈使命感，由工程中心會議室牆上懸掛的標語可見一斑。標語是這麼寫道：「These are theirs?」；「Where is ours?」，當年工程中心的三百位工程師們的雄心壯志至今依舊令人感動萬分。
經過了五年的辛勤研發，裕隆汽車投下了1/3資本額、約新台幣20億元的巨額資金，第一部由國人主導設計的汽車終於在1986年10月25日正式推出。
在上市之前，裕隆汽車聚辦了一個公開徵名活動，這個活動反應格外熱烈，活動小組甚至廣邀社會賢達作為評審。在數千個名稱中，評審小組決定選擇一位住在高雄的老師所提供的創意為車名，這個車名正是國人耳熟能詳的「飛羚」；車名由吳舜文親自以書法題字，成為了這部新車車尾正中央最明顯的標誌。
頂著第一部國人自製車款的光環，飛羚儼然成為了媒體寵兒，在媒體密集地報導之下，飛羚幾乎成為了民國75年最受注目的事件與商品。而隨著成功的造勢活動與創新的產品特質，飛羚甫一上市旋即獲得了5000張以上的訂單，堪稱台灣汽車史上上市銷售最成功的車款之一。
不過，設計上有許多創新的飛羚畢竟是車壇的初生之犢，許多構想固然很好，但是缺乏經驗的累積是不爭的事實；再加上同業間競爭激烈，與裕隆和總經銷國產汽車之間的關係逐漸降溫，造成了飛羚101後期銷售陷入冰點的窘境。
其實，國產汽車和日產汽車的關係甚為深厚，再加上國產汽車長期壟斷裕隆汽車的行銷與服務資源，裕隆汽車、國產汽車及日產汽車的關係至為微妙；日產汽車對於裕隆汽車亟欲技術自主極為感冒，因此在銷售上往往聯合國產汽車壓制裕隆。而且國產汽車仗著掌握裕隆汽車販售及服務通路的優勢，對於裕隆的意見常常不予理會，造成雙方的摩擦日漸深厚；最後，飛羚終究成為了壓倒雙方合作關係的最後一根稻草。
在飛羚101產品壽命的最後一年，裕隆汽車和國產汽車終於在1988年因為飛羚結束了長達三十年的產銷合作關係。而國產汽車為了快速出清庫存的千餘台飛羚，當時台灣汽車史上最大規模的跳樓大清倉被迫展開，飛羚的形象因此被犧牲殆盡。
飛羚101從1986年至1988年的銷售期間共計銷售16,653部，而1989年則推出局部改良的小改款車型裕隆飛羚102。飛羚102在1989~1995年的銷售期間內，共計售出6,925台。整個飛羚車系總共販售23,578台，在國產車市場中，飛羚是銷售慘澹的車款，國際市場更是稀有。

## 特色
飛羚的成功除了縝密的行銷計畫與第一部自製車款的光環以外，其實創新的產品設計功不可沒。在一片講求方正保守國產車中，訴求動感流線的飛羚顯得格外耀眼，無論是充滿跑格的車頭設計還是獨步世界車壇的蜂巢式尾燈與五星式鋁合金輪圈，都在在證明了飛羚獨特的原創性。
此外，在造形上，飛羚採用了當年車壇最流行的2又1/2廂式設計也是相當符合時代潮流的。而且從外觀看，飛羚雖然是傳統的三廂車，但是實際上，它的行李廂蓋如同掀背車一般可以連同後擋風玻璃一同掀起，所以既滿足了國人喜好三廂車的觀念，又同時擁有掀背車的便利性，放眼世界車壇又是一個先進的創舉。
除了造型以外，飛羚對於空氣力學也非常注重，根據當年實際至英國MIRA實驗室測試的結果，飛羚101的風阻係數只有0.33，而在1987年7月上市的Fastback掀背款更低達0.29，不僅在國產車中無人能出其右，甚至直逼當年量產車的世界紀錄。
在數字之外，於外觀的細節上也可見到裕隆工程師的用心，例如與前保險桿一體成型的前下氣霸、於基座開孔的後視鏡與平貼式的車門把手…等等，經過20多年後回頭看，才知道當年國人創新的設計理念。在車艙內部更是飛羚最引人入勝之處，延續外型的運動風格，飛羚的內裝設計亦是十足駕馭導向的。打開車門，映入眼簾的是兩張視覺效果十足的桶型座椅，十分強調大腿與腰部支撐性的設計是當年極少見的運動化設計，而多元化的調整功能也是當時僅有的，充分展現此車運動化的定位。
配備上，飛羚堪稱當時最豪華的車種，即使在今天與市面上販售的大多數車種相比，可能都還不見得會遜色。以配備最豪華的GTS車型而言，不但在當年非常少見的四門電動窗、中控鎖、鋁合金輪圈都已是標準配備，甚至連多數國產車都沒有定速裝置、旅程電腦、後座獨立出風口、HUD抬頭顯示器…等都是標準配備。歌樂甚至為飛羚獨立開發了一套專屬的多聲道音響主機，搭配當時少見的六喇叭，連音響上都有可書之處。
既然定位為運動化的轎跑車，飛羚在性能方面也有特別的設定，特別是在操控性方面。雖然懸吊基礎設計源自Nissan Stanza（即裕隆快得利），但是在裕隆工程中心的重新設計之下，由偏軟調的舒適取向轉為偏向歐式風格的操控取向，研發期間裕隆更將原型車送往盧森堡的固特異輪胎試車場與日本石橋輪胎試車廠進行測試校調。在盧森堡期間，Corvette輪胎的測試小組也給予裕隆工程中心甚多操控性校調的意見，讓飛羚的操控性更上層樓。
在動力上，飛羚使用源自於吉利青鳥的CA18(i)引擎，不過為了因應國內的稅制問題，刻意將排氣量由1,809c.c修改為1,796c.c，並重新命名為CA-18N，最大馬力輸出為97ps/5200rpm，最大扭力則為14.9kgm/3200rpm，變速箱配置為五速手排及三速自排，原廠公佈的極速為190km/h，0~100km/h加速需費時11.8秒，在當年性能表現也在水準之上。

## 參加東京車展
飛羚101於上市一年後，正式參加第27屆的日本東京車展，這不但是中華民國汽車廠第一次，也是至目前為止唯一一次參加國際性大車展的紀錄。
當時裕隆飛羚101參展的位置在外國乘用館的入口處，旁邊是Porsche，後面是Alfa Romeo，佔盡地利之便，更與眾多國際重量級品牌並列，當然也引起眾多國際媒體的注目。
在車展中簡短的發表會後，主持發表會的朱信博士被外國媒體重重包圍，許多外國媒體也紛紛報導這部來自台灣的嶄新車種。會場展示兩部飛羚，一部是紅色的三廂GTS，另有一部則是當時甫上市的兩廂GTF，許多外國媒體對於飛羚出色的外型與先進的配備及設計均留下了深刻的印象，對裕隆的第一部自主車款便能有此成績更是感到相當訝異，足見飛羚設計的前瞻之處。

## 外銷計畫
飛羚打從設計之初，最終便以外銷為主要目的，因此在安全性上特別講究，在研發末期，裕隆更將實車送至英國MIRA進行一系列的安全性測試，測試結果證明飛羚已經符合歐洲ECE的安全規範。
而為了符合美國法規的規範，飛羚全車系使用國產車中少見的美規大尺寸保險桿，在後保險桿側面也有側定位燈的預留孔位，而根據英國MIRA的測試結果，飛羚不僅符合歐洲ECE法規，安全性也符合美國的FMVSS法規，如果當年飛羚要外銷美國，只需依照美國法規將燈具和擋風玻璃改為膠合玻璃，並通過5萬公里的廢氣測試即可。
不過，受限於種種主客觀的因素，飛羚101終究沒能完成外銷國外的使命。直到了1991年，由101改款而來的102才順利外銷荷蘭。
外銷荷蘭的歐規車型和國產車有許多細微的地方有所差異，其差異大致如下：
1. 定速及超速警告開關組是用101的英文字版本
2. 天線採用後來精兵601採用的車頂中置式天線（因是基於對外零件報價的成本問題，因為這種天線少故障又便宜），故所以右前葉子板無天線孔及電動天線。
3. 儀表板為101 SD的零件，中央設置綠色LED時鐘，但沒有102內銷版本的電壓表和機油壓力表。
4. 後視鏡與精兵601相同，為可摺式設計。
5. 因應歐洲法規要求，於後保險桿追加後霧燈。
6. 車尾中央的飾燈組由中文的飛羚字樣改成英文的FEELING，而行李廂蓋上的型號標示為YUE LOONG 1.8 LSX以及1.8 S。
7. 音響為101 SD配置的型號，較內銷版本陽春。

很可惜地，這批102到了荷蘭以後，當地經銷商卻以部分品質問題拒絕驗收，使得這批車子只好整批賣斷給一家蘇聯的貿易商，所以這批飛羚最終便在蘇聯落腳，據裕隆老員工表示，因為裕隆在當地並無經銷商， 所以蘇聯人只好自行改修部分零件（如小燈），甚至還有人寫信回裕隆，稱讚這批車很耐用，請求購買零件的趣事發生。
除了外銷荷蘭後轉運蘇聯之外，在外銷荷蘭之前，為了測試歐規版本的耐久性，裕隆汽車曾經運了幾部飛羚102至中國大陸測試，測試完畢後並參加了當地的長春車展，在車展中大受好評後便將這些車直接在大陸轉賣，因此中國大陸也是可以見到飛羚足跡的地區。
最後，時任中華民國總統李登輝在一次出訪中美洲的行程中，帶了一部飛羚102作為伴手禮，致贈給當時的哥斯大黎加總統喀德榮，雖然只有一部，但是飛羚卻也因此成功登陸中南美洲。

## 車名由來
X-101在上市之前，曾多次更動車名。中文車名始見於1985年年底，在《民生報》的X-101新車報導中，揭露了由裕隆內部命名的名稱「海東青」；而裕隆汽車工程中心送往英國MIRA公司之測試車車尾亦有「海東青」字樣。而在英文車名方面，則出現過「Aquila」、「Volant」等名稱。但無論是「海東青」或是「Aquila」、「Volant」最終均並未採用，這些名稱的由來也還需更進一步考證。
1985年年底到1986年初，裕隆汽車委託國華廣告舉辦了「X-101公開徵名活動」，命名信件由國華廣告召集之評選小組進行甄選。評選委員包括沈君山、吳靜吉、徐鍾珮、高希均、柴松林、張繼高、楊乃藩等七人，皆是知名社會人士。而命名標準則有「代表中國」、「富涵義」、「高格調」、「迅捷有力」、「響亮順口」、「方便記憶」、「不與任何汽車名字雷同且未有註冊」、「無不良聯想」、「避免出現當代人物名字」等幾項要點。
此次命名活動募集到約34120封信。在篩選過濾之後，初選過關的有「飛羚」、「神雕」、「海東青」、「萬里青」、「萬里達」、「漢風」、「凌雲」、「御風」、「玉龍」等名稱。最終，由一位高雄市女教師王淑娟女士命名的「飛羚」雀屏中選，「海東青」雖然初選票數不下「飛羚」，但「飛羚」比較年輕化與現代感亦符合車名響亮易記的要求，也是裕隆第二部車名最末字非「利」字的車款(第一部是裕隆青鳥)。而英文車名「Feeling」則是取中文車名「飛羚」的諧音而成。

## 歷史

### 第一代 裕隆飛羚101（YL-101 1986年~1988年）
飛羚101為裕隆汽車自行研發設計生產，於1986年10月25日發表。 至1988年止，共計銷售出16,653部。
造形上，飛羚採用2½廂式設計，從外觀上看是傳統的三廂車，但實際上，它的行李廂蓋卻是如同掀背車一般可連同後擋風玻璃一同掀起的，既滿足國人喜好三廂車的觀念，又同時擁有掀背車的便利性。
空氣力學方面，根據英國MIRA實驗室測試的結果，飛羚101的風阻係數只有0.33，而在1987年7月上市的Fastback掀背款更低達0.29，不僅在國產車中無人能出其右，甚至直逼當年量產車的世界紀錄。
以配備最豪華的GTS車型而言，四門電動窗、中控鎖、鋁合金輪圈、定速裝置、旅程電腦、後座獨立出風口、HUD…等都是標準配備，歌樂甚至為飛羚獨立開發了一套專屬的多聲道音響主機，搭配當時少見的六喇叭。
操控性方面，懸吊基礎設計源自Nissan Stanza（即裕隆快得利），但在裕隆汽車工程中心的重新設計之下，由偏軟調的舒適取向轉為偏向歐式風格的操控取向，研發期間裕隆更將原型車送往盧森堡的固特異輪胎試車場與日本石橋輪胎試車廠進行測試校調。在盧森堡期間，Corvette輪胎的測試小組也給予裕隆工程中心甚多操控性校調的意見，讓飛羚的操控性更上層樓。
在動力上，飛羚使用了源自日產的CA系列引擎，採雙喉化油器搭配電子點火。1.6L車款配置CA16型，排氣量1598 c.c，最大馬力輸出為88hp /5200 rpm ，最大扭力為13.4kg-m / 3200 rpm 。1.8L車款因應台灣的稅制問題，刻意將排氣量由1809c.c修改為1796 c.c，並重新命名為CA-18N型，最大馬力輸出為97hp / 5200 rpm，最大扭力則為14.9kgm / 3200 rpm 。變速箱1.6L配置五速手排，1.8L配置五速手排及三速自排（GTS AUTO / GTF AUTO），原廠公佈的極速為190 km/h，0~100 km/h加速需費時11.8秒。
可惜當年電子產品穩定度尚未成熟，使得車子部份功能並不符合民眾的期待，妥善率與組裝品質成為這款車最大的致命傷。後期甚至有車體組裝趕工而焊接不佳的情況。
| 排檔型式 | 1st   | 2nd   | 3rd   | 4th   | 5th   | 倒檔  | 最終齒輪比 |
| -------- | ----- | ----- | ----- | ----- | ----- | ----- | ---------- |
| 手排     | 3.333 | 1.955 | 1.286 | 0.902 | 0.733 | 3.417 | 4.056      |
| 自排     | 2.826 | 1.543 | 1.000 |       |       | 2.364 | 3.600      |

### 第二代飛羚102（YL-102 1989年~1992年）
1989年裕隆汽車推出飛羚101的小改款車型裕隆飛羚102，修正了飛羚101大多數的缺點：
外觀上修改了水箱罩與尾燈組，內裝儀表部分配置稍作更動，引擎維持不變。加裝了動力方向盤改善方向盤過於重手的問題，煞車系統也改為四輪碟煞設計（4WDisc），懸吊則調校成舒適取向。售價上比飛羚101便宜大約新台幣3萬元，在1989年至1995年的銷售期間內共計售出6,925台。

### 第三代精兵 601（YL-601 1992年~1995年）
1992年9月裕隆全面更新企業識別系統，啟用第二代商標，裕隆英文名稱「Yue Loong」改為「Yulon」。1993年起，除了精兵車系繼續使用裕隆商標以外，裕隆出產的車輛停用裕隆商標、改掛日產的「Nissan」商標。
此代車款縮編車型，僅分成［GXi」與「GLi」二種。動力心臟改成只有1.8L直列四缸SOHC CA-18N型一種，而且燃料噴射裝置由英國盧卡斯工業供應，最大馬力達103ps / 5,300rpm、扭力峰值16kg·m / 3,300rpm。該車款將啟閉式頭燈、CD播放機列為標準配備，可惜背負前兩代的壞印象，加上適逢自家第三代日產SentraB13(代號331)上市對打，使得銷售成績慘淡。

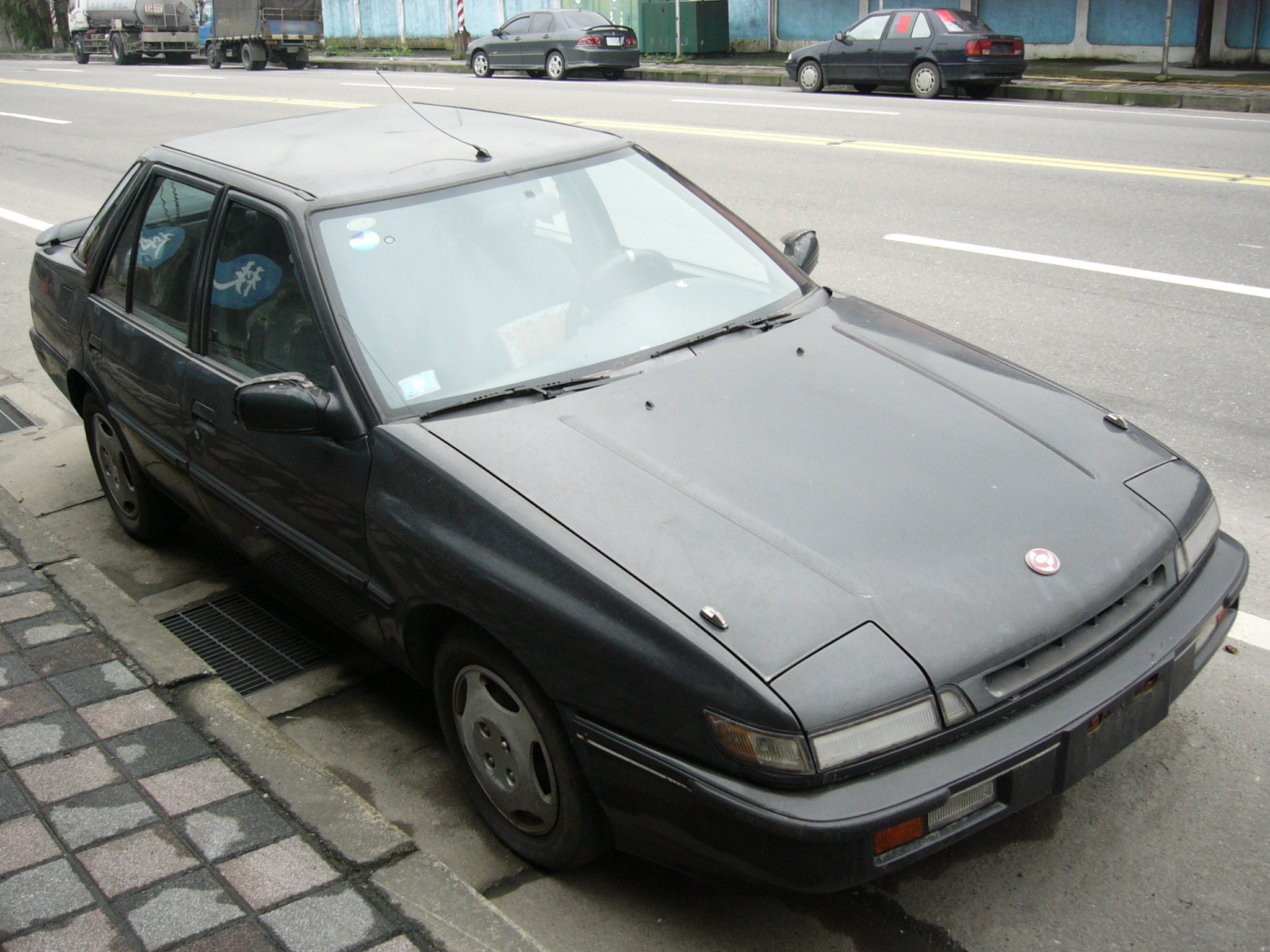
1994年裕隆精兵GLi 1800c.c.手排轎車右前方外觀
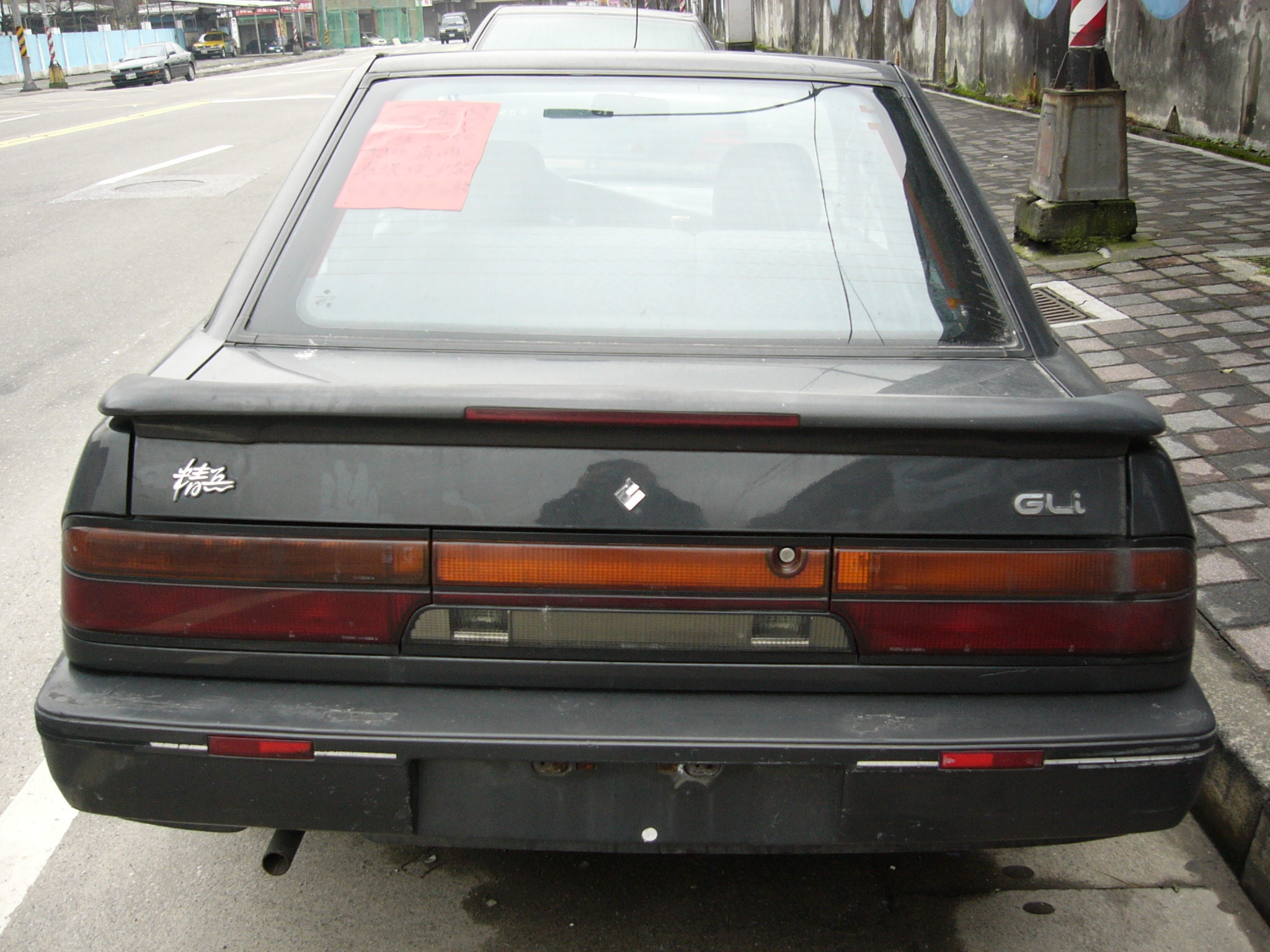
1994年裕隆精兵GLi 1800c.c.手排轎車車尾

### 各車型規格表
| 款式    | 車型代號 | 車型   | 車體     | 排氣量 | 排檔     | 年份 |
| ------- | -------- | ------ | -------- | ------ | -------- | ---- |
| 飛羚101 | DX       | 水晶型 | 五門房車 | 1,598  | 四速手排 | 1986 |
| 飛羚101 | SD       | 珊瑚型 | 五門房車 | 1,796  | 五速手排 | 1986 |
| 飛羚101 | FB       | 珊瑚型 | 五門斜背 | 1,796  | 五速手排 | 1987 |
| 飛羚101 | GTS      | 東珠型 | 五門房車 | 1,796  | 五速手排 | 1986 |
| 飛羚101 | GTF      | 東珠型 | 五門斜背 | 1,796  | 五速手排 | 1987 |
| 飛羚101 | GTSA     | 東珠型 | 五門房車 | 1,796  | 三速自排 | 1986 |
| 飛羚101 | GTFA     | 東珠型 | 五門斜背 | 1,796  | 三速自排 | 1987 |
| 飛羚101 | SL       | 寶石型 | 五門房車 | 1,598  | 五速手排 | 1988 |
| 飛羚101 | GT       | 寶石型 | 五門房車 | 1,796  | 五速手排 | 1988 |
| 飛羚102 | SL       | 珊瑚型 | 五門房車 | 1,598  | 五速手排 | 1989 |
| 飛羚102 | SF       | 寶石型 | 五門斜背 | 1,796  | 五速手排 | 1989 |
| 飛羚102 | GT       | 寶石型 | 五門房車 | 1,796  | 五速手排 | 1989 |
| 飛羚102 | GTA      | 寶石型 | 五門房車 | 1,796  | 三速自排 | 1989 |
| 精兵601 | GLi      |        | 五門房車 | 1,796  | 五速手排 | 1992 |
| 精兵601 | GXi      |        | 五門房車 | 1,796  | 三速自排 | 1992 |

規格資料來源：中華民國交通部公路局

## 外部連結
- Channel Auto汽車頻道：自創品牌的先驅-裕隆飛羚101